# Taxate penitencie metrice
Taxate penitencie metrice (Wymierzanie kary pokutne, wierszem, inc. Annis decem peniteat presbiter) – wierszowany mnemotechniczny poradnik Władysława z Gielniowa, napisany w formie łacińskiego abecedariusza. Stanowi wyliczenie kar kościelnych, jakie mają nakładać duchowni spowiadającym się wiernym.
Na przestrzeni 144 wersów alfabet zostaje powtórzony czterokrotnie (po raz ostatni do litery I). Konstrukcja wiersza przypomina leoniny (zob. heksametr daktyliczny), a poszczególne wersy są 16-zgłoskowcami. Taxate penitencie metrice należy do tzw. liber poenitentiales – podręczników dla kapłanów ułatwiających stosowanie odpowiednich kar dla pokutników. W swoim dziele Władysław z Gielniowa przytacza autorów takich poradników, jak np. dominikanina Rajmunda z Penyafort (Summa de poenitentia et de matrimonio, XIII w.) czy franciszkanina Astesana z Asti (Canones poenitentiales, XV w.).
Wiersz polskiego duchownego powstał prawdopodobnie pod koniec XV wieku, spisano go na przełomie XV i XVI wieku jako dodatek do inkunabułu (karta 33 verso – 35 recto). Właścicielem kodeksu był Franciszek z Sieradza (malarz i złotnik, Bernardyn, zm. w 1516). Obecnie rękopis utworu przechowywany jest w Bibliotece Jagiellońskiej w Krakowie (sygn. 4914 II). Istniał także inny odpis tego tekstu – w inkunabule należącym do Biblioteki Narodowej w Warszawie, jednak w czasie II wojny światowej został zniszczony. Wiersz opublikował po raz pierwszy Wiesław Wydra, a na język polski przełożyła go Elwira Buszewiczowa. 

## Treść poradnika
Według autora poradnika ksiądz, który dopuści się stosunku seksualnego z kobietą powinien przez 10 lat pokutować, żywiąc się w tym czasie wyłącznie chlebem i wodą, i nie wykonując posługi kapłańskiej. Surowsza kara (12 lat) powinna spotkać tego duchownego, który będzie cudzołożyć z kobietą należącą do jego parafii (szczególnie taką, którą chrzcił, spowiadał i bierzmował). Potajemne udzielanie ślubu kościelnego grozi zawieszeniem kapłana w sprawowanej funkcji na trzy lata. Naruszenie zakazu jest obłożone 3 latami pokuty oraz zakazem picia wina.
7 lat pokuty o chlebie i wodzie powinno zostać wymierzone za następujące grzechy: uwiedzenie narzeczonej innego mężczyzny oraz ślub wdowca z siostrą zmarłej żony lub matką chrzestną swoich dzieci. Podobnie 7 lat pokuty grozi wiernym za cudzołóstwo (także zakończone małżeństwem) oraz za uprawianie stosunków seksualnych ze zwierzętami. 10 lat takiej kary grozi mężczyźnie za współżycie z zakonnicą.
W poradniku zostały szczegółowo omówione różne rodzaje zabójstw: 7 lat pokuty za śmierć zadaną umyślnie, a nieumyślnie – 5 lat. Zabójstwo dokonane w szczególnych okolicznościach jest obłożone 2 latami pokuty, natomiast dokonane w afekcie nie jest postrzegane przez autora jako grzech. Łagodnie zostało także potraktowane zabicie przestępcy (w sytuacji, w której jego ujęcie było możliwe), a także poganina i Żyda – czterdzieści dni pokuty.